# Sophora fernandeziana

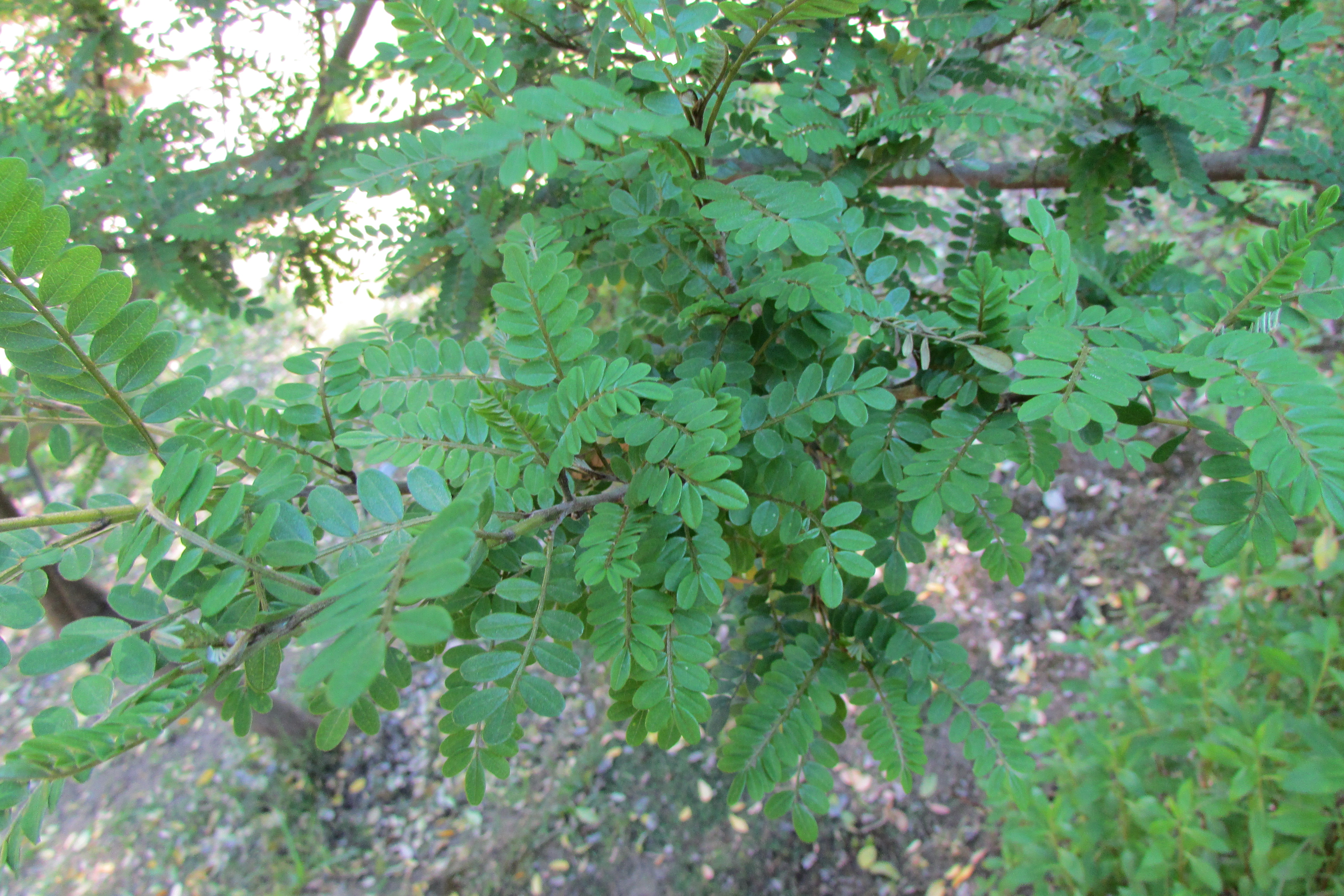
Follaje de Sophora fernandeziana

Sophora fernandeziana, conocida comúnmente como madera dura, leña dura o mayu-monte, es una especie vegetal angiosperma de la familia Fabaceae, que es endémica del Archipiélago de Juan Fernández en Chile. Está amenazada por la destrucción de su hábitat y por la acción de herbívoros introducidos por el ser humano.
Es un árbol que puede alcanzar hasta 10 metros de altura, sus hojas son compuestas imparipinnadas, de foliolos más grandes que los de S. cassioides, pero más pequeños que los de S. macrocarpa.
Se diferencia de S. masafuerana, principalmente por la flor (más pequeña y con la futura legumbre, fuertemente curvada), número de semillas en el fruto (normalmente presenta 2 semillas por vaina, por lo que, muy rara vez, presenta frutos con 5 semillas) y color de la semilla (color café). El color del follaje es más oscuro. 
Solo crece en la isla Robinson Crusoe en el archipiélago de Juan Fernández (Chile), a unos 650 km al oeste de la costa sudamericana. Se ha encontrado cierta variación fenotípica entre las poblaciones de distintos sectores de la isla y en un censo realizado por Ricci en 1990 se contabilizaron 156 ejemplares. Por su área de distribución reducida, el bajo número de individuos y la escasa regeneración debida a que los conejos devoran las plántulas, se considera una especie vulnerable o en peligro de extinción.